# Острая почечная недостаточность
О́страя по́чечная недоста́точность (ОПН) — внезапное нарушение функции почек со снижением процессов фильтрации и реабсорбции, приводящий к расстройству водного, электролитного, азотистого и других видов обмена. ОПН является потенциально обратимым явлением.
Непосредственными причинами ОПН являются низкая объёмная скорость кровотока, острая деструкция клубочка с потерей приносящих и выносящих артерий и клубочковых капилляров, повреждение канальцев нефронов или нарушение оттока мочи от почки из-за обструкции. В зависимости от этого различают три формы острой почечной недостаточности: преренальная (70 %), паренхиматозная (25 %), обструктивная (5 %).
При острой почечной недостаточности развивается олигурия (диурез менее 400 мл в сутки или 20 мл в час), анурия (отсутствие выделения мочи или снижение до 100 мл в сутки), наблюдается отсутствие или уменьшение поступления мочи в мочевой пузырь.
Выделяют 3 стадии роста тяжести почечной недостаточности (риск, повреждение, недостаточность) и 2 результата (утрата функции почек, терминальная почечная недостаточность). В детском возрасте критерии этих стадий следующие:
- Риск: диурез < 0,5 мл/кг/час на протяжении 8 часов, и/или оценённая скорость клубочковой фильтрации 75 %;
- Повреждение: диурез < 0,5 мл/кг/час на протяжении 16 часов, и/или оценённая скорость клубочковой фильтрации 50 %;
- Недостаточность:диурез < 0,3 мл/кг/час на протяжении 24 часов или анурический на протяжении 12 часов, и/или оценённая скорость клубочковой фильтрации 25 %;
- Утрата функции почек: непрерывная недостаточность на протяжении более чем 4 недель;
- Терминальная почечная недостаточность: непрерывная недостаточность на протяжении более чем 3 месяцев.

В некоторых случаях почечная недостаточность не связана с уменьшением диуреза, но даже может сопровождаться его ростом — это неолигурическая почечная недостаточность. Данные критерии также не применяются к новорождённым в течение нескольких дней после рождения, поскольку новорождённые являются физиологически олигурическими в течение первых 24 часов жизни и их креатинин сыворотки крови первоначально отражает материнский объём креатинина.

## Эпидемиология
Количество случаев острой почечной недостаточности в последние годы растёт, причиной чего является увеличение числа операций в условиях искусственного кровообращения по исправлению врождённого порока сердца, увеличение числа трансплантаций цельных органов и костного мозга, использование разработанных в последнее время нефротоксичных препаратов при лечении различных заболеваний. По сравнению с другими системными заболеваниями и методами их лечения, доля первичных почечных заболеваний в росте количества случаев острой почечной недостаточности уменьшается. Острая почечная недостаточность часто наблюдается у пациентов детского отделения интенсивной терапии с сепсисом или с обширной травмой сопровождающимися тяжёлым кровотечением, или у пациентов в послеоперационный период операций на сердце с долей 20—40 %.

## Стадии ОПН
- начальная
- олигоанурическая
- полиурическая
- реконвалесценции

## Клинические проявления
У тяжелобольных которые имеют риск поражения острой почечной недостаточностью (см. Эпидемиология) небольшое повышение креатинина сыворотки крови может быть первым признаком острой почечной недостаточности.
Признаки острой почечной недостаточности:
- уменьшенный диурез,
- гипотония,
- гематурия,
- отёк,
- повышенный креатинин сыворотки крови,
- отношение азота мочевины крови к уровню креатинина меньше 20,
- повышенная фракционная экскреция натрия.

Также возможны следующие признаки:
- гиперкалиемия с аритмией сердца,[3]
- гипервентиляция из-за ацидоза,
- тошнота и рвота из-за уремии.

Клинические проявления в основном определяются причиной и стадией. В начальной стадии присутствует клиника основного заболевания и появляется олигурия. Диурез снижается на 8—10 %. Появляется интоксикация (бледность, иктеричность, тошнота, боли в животе).
В олигоанурической стадии диурез снижается на 25 % и более от нормального, удельный вес мочи менее 1005, появляется тахикардия, аритмия в виде экстрасистолии, блокад, могут появляться судороги. Также могут появляться отёки, повышается артериальное давление. При осмотре глазного дна — отёк диска зрительного нерва. При несвоевременном или неадекватном лечении состояние больного продолжает ухудшаться, вплоть до летального исхода.
В полиурическую стадию диурез увеличивается, происходит постепенное снижение гиперкалиемии и уремии, исчезновение симптомов интоксикации.

## Патофизиология[4]
Выделяют три категории причин ОПН: преренальные, постренальные и врождённые заболевания почек.

### Виды ОПН

#### Преренальная ОПН
Связана с нарушением кортикального кровообращения (гипоперфузия) в почке и резким снижением скорости клубочковой фильтрации. Проявляется развитием олигурии, анурии и повышением уровня креатинина крови. Фактически почки не повреждены, но не функционируют из-за общего нарушения кровообращения. Скорость клубочковой фильтрации может быть быстро изменена (повышена) улучшением перфузии почек на ранних стадиях.
Преренальная ОПН — потенциально обратимое состояние, но длительная гипоперфузия почек ведёт к развитию ренальной (паренхиматозной) почечной недостаточности (острый тубулярный некроз).
Причины преренальной ОПН: гиповолемия (обезвоживание (например, вследствие гастроэнтерита), кровотечение (например, вследствие травмы), диуретики, рвота, диарея), низкий сердечный выброс, вазодилатация. Сердечная недостаточность или перераспределении жидкости в организме (интерстиция) может привести к уменьшению эффективного объёма циркуляции. Здоровая почка прекращает выделять мочу при систолическом артериальном давлении<90-80 мм.рт.ст, почка со склерозированными сосудами может останавливать выделение и при более высоком САД.
Преренальная недостаточность может перейти в ренальную, так как нарушение кровообращения в почках ведёт к их ишемии и некрозу. Ренальная недостаточность в среднем начинается через 20 минут при тепловой ишемии или через 2 часа холодовой ишемии.
Этиология острой почечной недостаточности:
- преренальные заболевания почек:
  - Уменьшенный объём плазмы,
  - Обезвоживание,
  - Кровопотеря,
  - Интерстиция плазмы крови при ожогах, сепсисе, кишечной непроходимости,
  - другие причины почечной гипоперфузии (затруднённой перфузии),
  - Шок,
  - Гипоксия.
  - Острая сердечная недостаточность,
  - Гепаторенальный синдром,
  - Билатеральный стеноз почечной артерии,
  - Операция на сердце

#### Паренхиматозная ОПН
Связана с повреждением паренхимы почек. В 85 % случаев это ишемическое или токсическое поражение почек с формированием острого тубулярного некроза. В 15 % — воспаление паренхимы почек (гломерулонефрит, интерстициальный нефрит).
При остром тубулярном некрозе поражается эпителий извитых канальцев с нарушением их целостности и выходом внутриканальцевой жидкости в окружающую ткань почки.
Яды, которые могут вызвать острый тубулярный некроз и паренхиматозную ОПН — это рентгеноконтрастные вещества, аминогликозиды, противоопухолевые средства, тяжёлые металлы, этиленгликоль, лекарственные средства (анальгетики, НПВС). Эндогенные токсины — рабдомиолиз, миоглобин, гиперкальциемия при гиперпаратиреозе, лёгкие цепи Ig при миеломе или лимфоме, ураты, оксалаты, распад ткани злокачественной опухоли и др.
Риск развития острого тубулярного некроза повышается после исследований со введением контрастирующих веществ, при диабете, в пожилом возрасте.
Профилактика ОТН при рентгеноконтрастных исследованиях — введение физраствора в/в в дозе 1 мл/кг/час в течение 12 часов до и 12 часов после исследования, либо (слабее) АЦЦ 1200 мг 2 раза перорально накануне в день исследования.
Этиология острой почечной недостаточности:
- паренхиматозные заболевание почек:
  - Сосудистое: тромбоз почечной артерии или вены,генерализованный тромбогеморрагический синдром
  - Клубочковый: гемолитический уремический синдром, тяжёлый (быстро прогрессирующий) гломерулонефрит любой этиологии,
  - Интерстициальный: интерстициальный нефрит из-за аллергической реакции на лекарства (например, нестероидные противовоспалительные средства, оксациллин, метициллин), сепсис,
  - Тубулярный (острый тубулярный некроз): сепсис, постоперационный период (после операций на сердце), ишемия вследствие длительной недостаточной перфузии; причины указанные в разделе преренальные заболевания почек при продолжительности могут привести к острому тубулярному некрозу,
  - Нефротоксины: аминогликозидные антибиотики, индометацин, радиоконтрастные вещества, этиленгликоль, метанол, тяжёлые металлы,
  - Пигменты: миоглобинурия, гемоглобинурия,
  - Мочевая кислота: гиперурикемия, синдром лизиса опухоли,
  - Врождённые аномалии почек (особенно у новорождённых и младенцев),
  - Бикистозная дисплазия почек, рефлюкс нефропатия, поликистоз почек, олигомеганефрония.

Как правило, острый тубулярный некроз является результатом развития преренальных заболеваний. Гистологические изменения характеризующие острый тубулярный некроз включает гибель ворсин щёточной каёмки у клеток почечных канальцев, отслаивание клеток эпителия от базальной мембраны, выделение продуктов распада клеток и белка.
У пациентов с продолжительным шоковым состоянием вызванным сепсисом, после операций на сердце, травмы (кровопотери), обезвоживании если эффективный циркулирующий объём не восстанавливается также может развиться острый тубулярный некроз. Нестероидные противовоспалительные препараты всё чаще рассматриваются как причина ОПН у детей, особенно если применяются у пациентов с уменьшенным объёмом межклеточной жидкости.
Патогенез ОПН сложно объяснить на основе единственного механизма течения заболевания ведущего к ОПН. Так, ишемическая и токсическая ОПН является результатом комплекса взаимосвязанных гемодинамических, сосудистых и тубулоинтерстициальных изменений, включающих: пониженный кровоток в гломерулярные и тубулярные капилляры приводящий к понижению уровня гломерулярной фильтрации; поражение кортикальных и медуллярных канальцев продуктами распада их клеток, что приводит к тубулярной обтурации; истечение (tubular backleak) растворов и воды из полости в интерстициальную ткань с дальнейшим понижением уровня гломерулярной фильтрации. Увеличенная выработка эндотелина и пониженная выработка закиси азота в клетках капилляров гладкой мышцы приводит к увеличению вазоконстрикции и понижению перфузии что создаёт условия для поражения почки. Тубулярные клетки почки реагируют на поражения разным способом которые могут и не сопровождаться повреждением почки или сопровождаться минимальным повреждением, сублетальным повреждением, апоптозом, некрозом. В канальцах, на клеточном уровне уменьшение потребления кислорода приводит к уменьшению выработки аденозинтрифосфат, что в свою очередь ведёт к повреждению клеточных мембран и цитоскелета. Повреждение клеток обуславливает полярность клеток, способствуя поступлению повышенного количества кальция в клетки и повышает внутриклеточное образование свободных радикалов, что приводит изменению клеточных функций клеточное набухание и клеточные апоптоз и некроз. Также, низкий уровень в сыворотке костного морфогенетического белка BMP7, являющегося антифиброзным, противовоспалительным и антиапоптозным фактором и принадлежащего к фактору роста надсемейства β лигандов, играет определённую роль в патогенезе ОПН в постоперационный период операций на сердце.

#### Обструктивная (постренальная) ОПН
Обусловлена ограничением пассажа мочи на любом участке мочевыводящего тракта. Почки функционируют, но моча не выделяется из-за повреждения/обтурации мочевыделительных путей. Постренальная недостаточность может перейти в ренальную (паренхиматозную), так как из-за нарушения оттока мочи лоханки почки переполняются мочой и сдавливают ткань почки, приводя к ишемии. Возможные причины постренальной ОПН: опухоль, обтурация камнем, гематома, спазм сфинктера мочевого пузыря из-за нарушения иннервации, послеоперационные осложнения операций на органах таза, травма.
Этиология острой почечной недостаточности:
- постренальные заболевания:
  - Двустронняя обтурация почечной лоханки или мочеточниково-пузырного соустья,
  - Клапан задней уретры,
  - Травма уретры,
  - Стриктура уретры,
  - Нейрогенный мочевой пузырь,
  - Обтурация почечной лоханки или мочеточниково-пузырного устья единственной почки
  - Обтурация из-за почечных камней в шейке пузыря

#### Другие причины ОПН
- Билатеральный кортикальный некроз (ишемия) — ишемия кортикального слоя почки. Встречается при акушерской патологии, грамотрицательном сепсисе, геморрагическом и анафилактическом шоке, интоксикации гликолями.
- Папиллярный некроз при ишемии сосочкового слоя — встречается при гнойном пиелонефрите, диабетической нефропатии, хроническом алкоголизме, приёме НПВС, анальгетиков, нефропатиях.
- Системные васкулиты — гранулёматоз Вегенера и др.
- Микроскопический полиангиит.
- Тромбоз почечной артерии.

## Дифференциальный диагноз
На диагноз ОПН может указывать внезапное увеличение креатинина сыворотки крови или азота мочевины крови. Также важным фактором является пониженный диурез. Следует определить наличие хронических заболеваний почек.
При ОПН гораздо более эффективны методы лабораторной и рентгенологической диагностики чем история болезни и физикальное обследование.

### История болезни
Возможность развития ОПН должно предполагаться у всех детей находящихся в критическом состоянии. Пониженный диурез, гематурия, дизурия, тошнота, рвота может сопровождать ОПН. Предродовая история и рождение могут помочь выявить причины ОПН у новорождённых, такие как олигомеганефрония у детей которые имели малый гестационный возраст при рождении (недоношенные) и др.

### Физикальное обследование
- Нарушение выделения воды (диурез менее 10-12 мл/кг/сутки или 0,5 мл/кг/час)
- Нарастающая азотемия (азот мочевины более 7 ммоль/л, креатинин более 0,1 ммоль/л, остаточный азот более 30 ммоль/л)
- Дисбаланс электролитов (увеличение калия более 6 ммоль/л, снижение кальция менее 2 ммоль/л и натрия)
- Декомпенсированный метаболический ацидоз (ВЕ более 10 ммоль/л)

Отличие преренальной недостаточности от ренальной недостаточности:
| ОПН          | Плотность мочи | концентрация Na в моче | мочевина (моча) /мочевина (плазма) | креатинин (моча) /креатинин (плазма) | осмолярность (моча) /осмолярность (плазма) | проба с маннитолом (диурез) |
| ------------ | -------------- | ---------------------- | ---------------------------------- | ------------------------------------ | ------------------------------------------ | --------------------------- |
| Преренальная | >1015          | <30                    | >20/1                              | >30/1                                | >1,8                                       | >40 мл/час                  |
| Ренальная    | <1015          | >30                    | <10/1                              | <10/1                                | <1,2                                       | <40 мл/час                  |

Проба с Маннитолом — в/в 100 мл 20 % Манита за час. Нет диуреза — фуросемид 200 мг за час. Нет диуреза — ренальная недостаточность.

## Лечение
Показания для госпитализации в профильное отделение:
- ОПН, требующая интенсивной терапии при быстром ухудшении функции почек
- Необходимость гемодиализа
- При неуправляемой гипертензии, полиорганной недостаточности, показана госпитализация в отделение анестезиологии и реанимации (АРО).

### Преренальная ОПН
Нормализация общего кровообращения. Лечение преренальной ОПН и ренальной ОПН кардинально отличаются друг от друга количеством инфузионной терапии. При недостаточности кровообращения часто нужно интенсивное восстановление объёма жидкости в сосудах, при ренальной ОПН интенсивная инфузия противопоказана, так как может привести к отёку лёгких и мозга. Уменьшить гиповолемию и дегидратацию.

### Постренальная ОПН
Нормализация оттока мочи по мочевыводящим путям (катетеризация мочевого пузыря, хирургическое вмешательство на мочевыводящих путях, эпицистостомия).

### Паренхиматозная ОПН
Ограничение жидкости, натрия, калия, фосфатов.
- анурическая стадия:
  - средства, повышающие кровоток и энергообмен в почках:
    - дофамин 3-4 мкг/кг/мин
    - но-шпа, папаверин
    - эуфиллин 5 мкг/кг/сут
    - глюкоза 20 % с инсулином

  - средства, стимулирующие выделительную функцию почек:
    - фуросемид

  - инфузионная терапия — нулевой водный баланс, максимум 30 % от физиологической потребности в жидкости, отказ от растворов калия, гипертонического натрия.
  - гемодиализ
  - симптоматическая терапия
- полиурическая стадия:
  - инфузионная терапия — нулевой водный баланс. В полиурической стадии инфузия может достигать 5-6 л/сут.
  - коррекция электролитов крови, так как в полиурической стадии почки ещё не в состоянии регулировать выделение электролитов с мочой.
  - симптоматическая терапия
- стадия реконвалесценции:

### Показания для экстренного гемодиализа
- Гиперкалиемия (калийной г выше 7ммоль/л) из-за угрозы остановки сердца
- Гиперволемия угрожающая по отёку лёгких или мозга.